# Temple protestant d'Orléans
Le temple protestant d'Orléans est un lieu de culte réformé située au 2 rue du Cloître Saint-Pierre Empont à Orléans, dans le département du Loiret. La paroisse est membre de l'Église protestante unie de France.

## Histoire
Le premier lieu de culte de la communauté protestante orléanaise était situé sur le territoire de la commune de Chécy et inauguré à Noël en 1599. À la suite de la révocation de l'édit de Nantes, il est rasé le 25 octobre 1685. 
Le temple actuel fut projeté en 1834 puis construit en 1836 à l'emplacement de l'ancienne église Saint-Pierre-Empont détruite en 1830. Il est l'œuvre du pasteur Rosseloty et de l'architecte François-Narcisse Pagot. Il est ouvert au culte en 1839. Les travaux ont été réalisés par le maçon Philippe Mouret-Lelong,,. Un orgue est installé en 1839 puis remplacé en 1964.  
Pendant la Seconde Guerre mondiale, Coralie Beluse, directrice de l’orphelinat protestant l'Accueil familial, recueille des orphelins et sauve des enfants juifs de la Shoah. Elle est reconnue au titre de Juste parmi les nations, et une plaque commémorative est inauguré en 2016 rue Poirier. 

## Architecture
C'est un édifice de plan central circulaire, couvert autrefois d'une coupole en bois et recouverte en zinc, elle s'est effondrée en 1912. Elle a été remplacée par une coupole surbaissée en ciment armé par l'entrepreneur Édouard Basin. Le presbytère et la maison du pasteur ont été bâtis progressivement entre 1839 et 1891. À l'intérieur subsistent de l'époque de construction la chaire, œuvre de Marchais, Rebut et Benaardeau et les boiseries ceinturant la salle et la tribune œuvre de Hourtin. Cette dernière est soutenue par des colonnettes en fonte à chapiteaux lotiformes. 
Le temple est inscrit à l'inventaire supplémentaire des monuments historiques par arrêté préfectoral du 13 mars 1975.